# Zona de Proteção Especial da Costa das Lajes do Pico

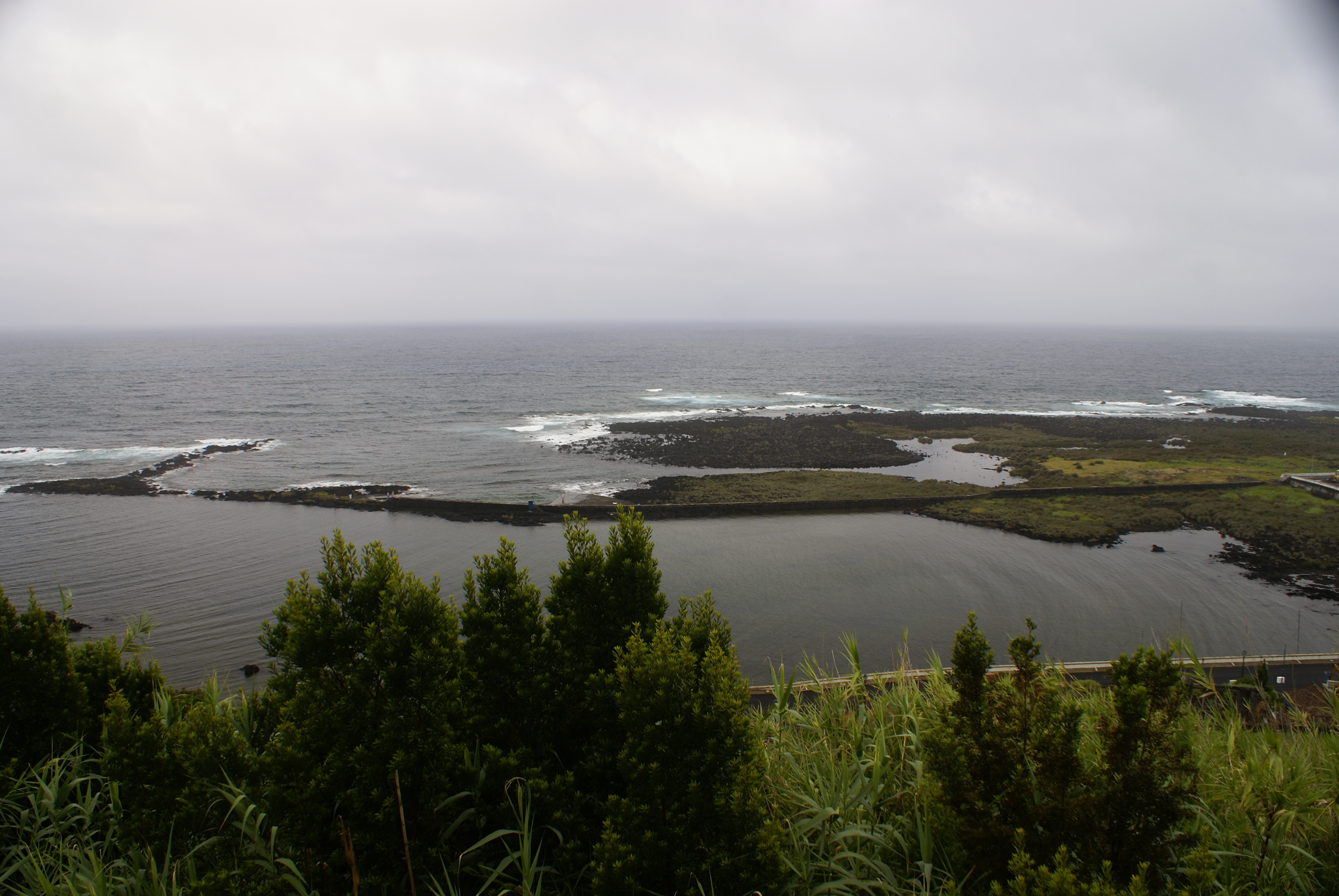
Zona de Protecção Especial para a Avifauna das Lajes do Pico, vista parcial do espaço lagunar.

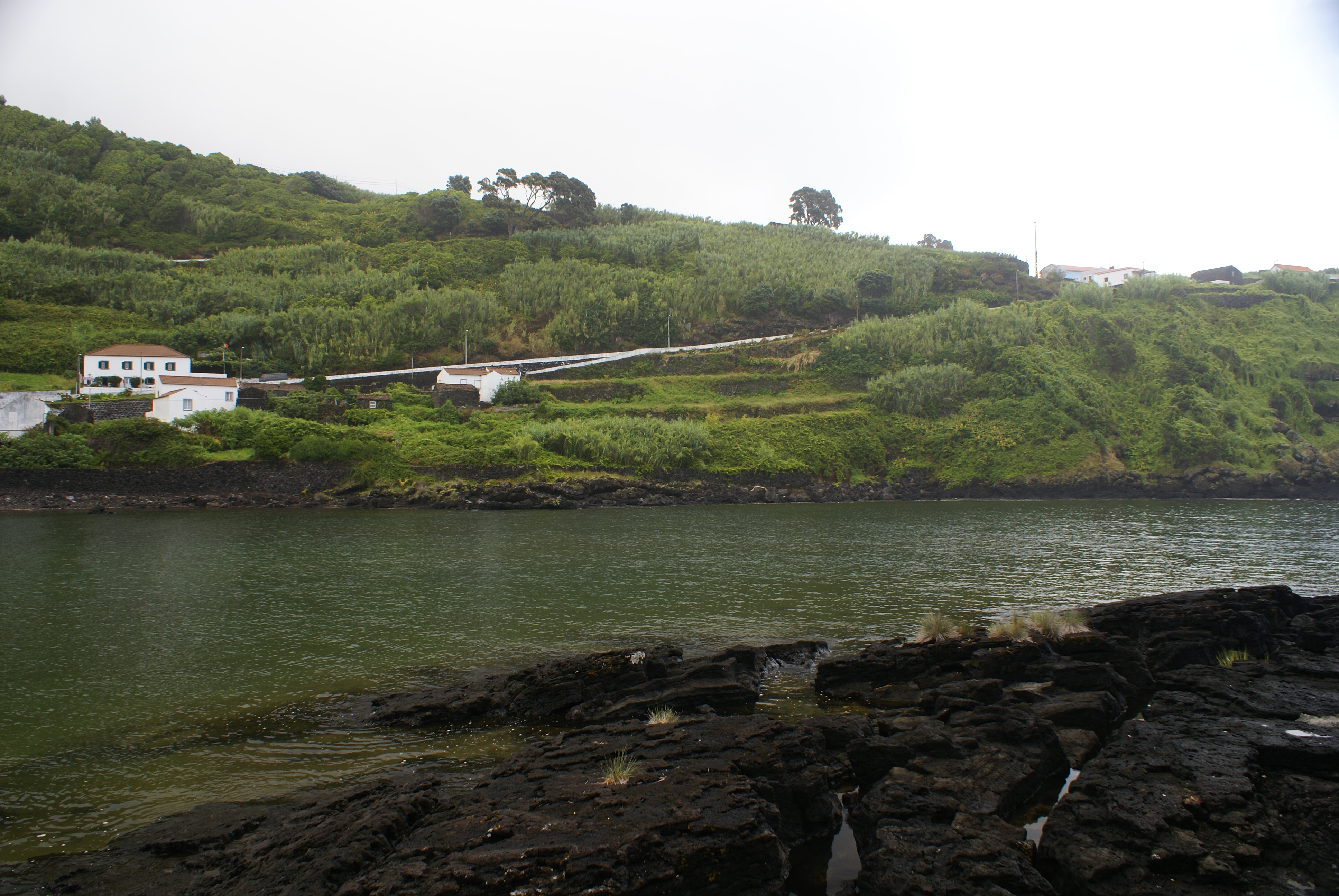
Zona de Protecção Especial para a Avifauna das Lajes do Pico, paisagem.

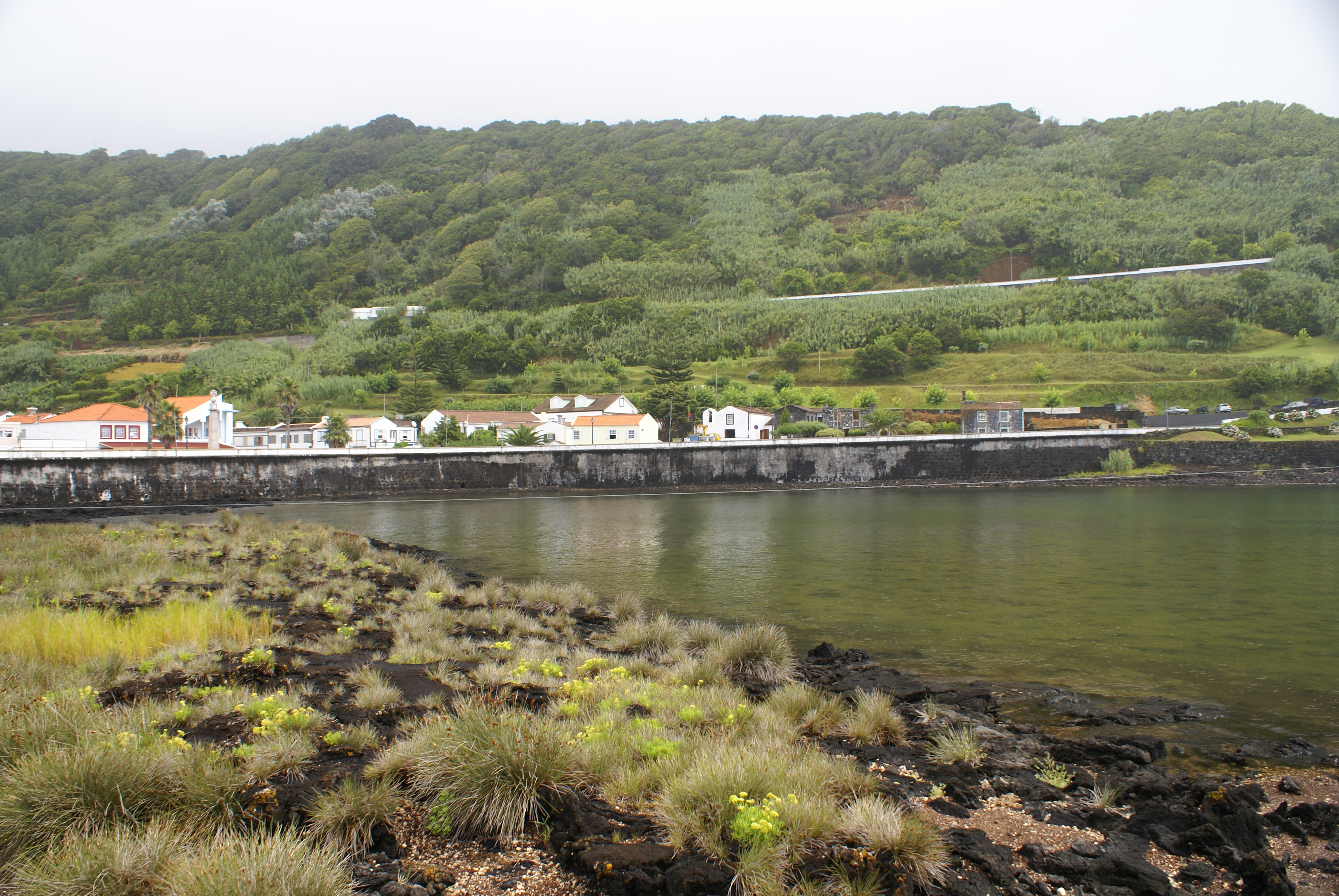
Zona de Protecção Especial para a Avifauna dasLajes do Pico, aspectos da vila próxima.

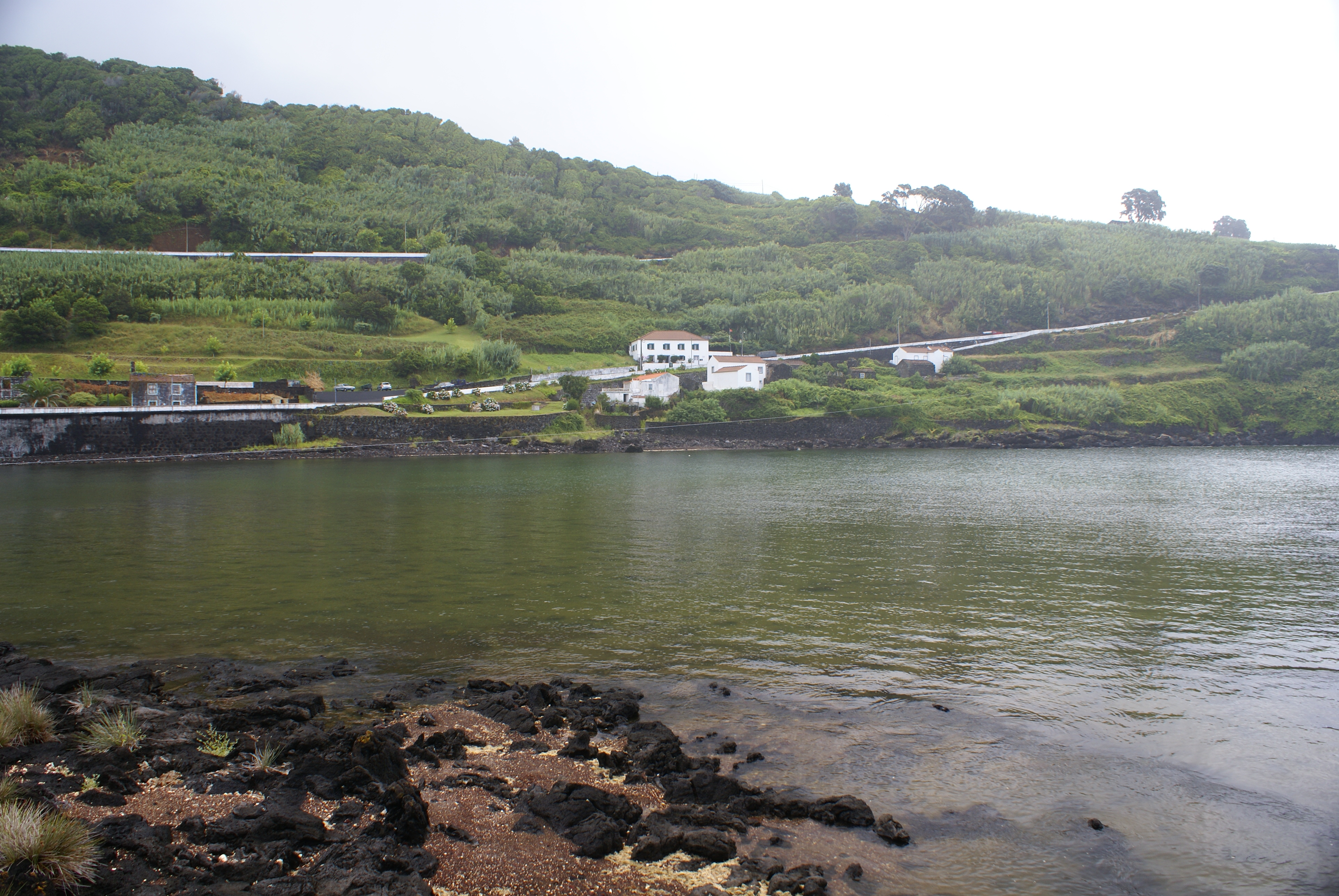
Zona de Protecção Especial para a Avifauna das Lajes do Pico.

A Zona de Protecção Especial para a Avifauna das Lajes do Pico localiza-se na zona costeira do concelho das Lajes do Pico, ilha do Pico, Açores.
Apresenta-se como uma zona lacustre de apreciáveis dimensões onde a água do mar entra directamente em contacto com o espaço lagunar misturando a água salgada com a água doce.
Todo o espaço lagunar é provido de protecção jurídica dada a importância que o mesmo tem para as aves migratórias e também para as espécies que o procuram para alimentação, mesmo as naturais da terra.
O facto de se encontrar mesmo às portas do concelho da Madalena do Pico faz com que uma das partes da lagoa seja utilizada como zona balnear.

## Faunaefloraresidente e observável, lista de modo algum completa

### No mar circundante e zona lagunar
- Água-viva (Pelagia noctiluca),
- Alga vermelha (Asparagopsis armata),
- Alga castanha (Dictyota dichotoma),
- Alga Roxa - (Bonnemaisonia hamifera).
- Anêmona-do-mar (Alicia mirabilis),
- Alface do mar (Ulva rígida)
- Ascídia-flor (Distaplia corolla),
- Boga (Boops boops),
- Bodião (labrídeos),
- Bodiões-verdes (Centrolabrus trutta),
- Caravela-portuguesa (Physalia physalis),
- Chicharro (Trachurus picturatus).
- Carangeuijo-eremita (Calcinus tubularis),
- Craca (Megabalanus azoricus).
- Estrela-do-mar (Ophidiaster ophidianus),
- Lapa (Patella spp.),
- Musgo (Pterocladiella capillacea),
- Ouriço-do-mar-negro (Arbacia lixula),
- Ouriço-do-mar-roxo (Strongylocentrotus purpuratus),
- Peixe-balão (Sphoeroides marmoratus),
- Peixe-rei (Coris julis),
- Polvo (Octopus vulgaris),
- Ratão (Taeniura grabata),
- Salema (Sarpa salpa),
- Salmonete (Mullus surmuletus),
- Vejas (Spansoma cretense),

Além das espécies mencionadas é ainda possível encontrar-se outras variedades de fauna e flora marinha.
Existem ainda a presença de variados moluscos.

### Em terra no espaço circundante
- Salgueiro
- Erva moira
- Aboboreira (Tropaeolaceae) Tropaeolaceae
- Cana-do-reino Arundo donax
- Erva-leiteira Euphorbiaceae
- Coucelos Umbilicus rupestris
- Tolpis azorica Asteraceae
- Bracel-da-rocha Festuca petrea (Planta endémica dos Açores)
- Perrexil-do-mar Crithmum maritimum (Planta endémica dos Açores)
- Urze
- Cenoura brava ou Salsa-burra Daucus carota
- Trinchal Plantaginaceae
- Cyrtomium falcatum Dryopteridaceae

## Aves observáveis
- Gaivota, (Larídeos)
- Cagarro (Calonectris diomedea borealis),
- Milhafre (Buteo buteo rothschildi)
- Pombo-comum (Columba livia)
- Pombo-torcaz-dos-Açores (Columba palumbus azorica)
- Pardal-comum (Passer domesticus)
- Lavandeira
- Melro-preto (Turdus merula)
- Estorninho-comum (Sturnus vulgaris)
- Toutinegra-de-barrete-preto (Sylvia atricapilla)
- Tentilhão (Fringilla coelebs moreletti)
- Garajau-rosado (Sterna dougallii),
- Garajau-comum (Sterna hirundo)
- Anas crecca - (Marrequinho)